# Hannes Soomer
Hannes Soomer (Tallinn, 17 febbraio 1998) è un pilota motociclistico estone.
Vincitore della coppa Europea della categoria Supersport nel 2017.

## Carriera
Soomer fa il suo esordio in una competizione internazionale nel 2013, partecipando alla European Junior Cup, evento monomarca che seguiva il calendario europeo del campionato mondiale Superbike. Chiude la stagione al ventiduesimo posto in classifica piloti. Rimane in questa categoria anche nella stagione successiva nella quale si migliora chiudendo ottavo e facendo segnare due pole position ed un giro veloce. 
Nel 2015 fa il suo esordio in un campionato mondiale, partecipando alla tappa francese del mondiale Supersport in sella ad una Yamaha YZF-R6 del team Kallio Racing, chiude la gara al ventunesimo posto. Partecipa inoltre alla sua terza stagione consecutiva nella European Junior Cup ottenendo il primo podio, si classifica infatti secondo nel Gran Premio dei Paesi Bassi.
Nel 2016 inizia la stagione come pilota titolare nella stessa categoria delle stagioni precedenti, andando a cogliere due successi ed una pole position nelle prime quattro gare. Termina la stagione correndo come wild card le ultime tre gare in territorio europeo del mondiale Supersport, con la stessa moto e lo stesso team del suo esordio in questa categoria. Ottiene quattro punti che gli permettono di chiudere al trentatreesimo posto in classifica piloti.
Nel 2017 partecipa alla coppa Europa del campionato mondiale Supersport in sella ad una Honda CBR600RR del team Wil Sport Racedays. Soomer porta a termine tutte le gare disputate e chiude la stagione vincendo la coppa europa di categoria con ventotto punti all'attivo. Per quanto concerne la classifica mondiale, si piazza diciottesimo assoluto. Nel 2018 rimane nello stesso team della stagione precedente, disputando però l'intera stagione del mondiale Supersport. Chiude la stagione al sedicesimo posto in classifica piloti. Nel 2019 disputa la seconda stagione consecutiva come pilota titolare in Supersport. Il nuovo compagno di squadra è Jaimie van Sikkelerus. In questa stagione è costretto a saltare il Gran Premio del Portogallo per i postumi di una caduta, sempre a Portimão durante i test del mese precedente. Il suo posto in squadra, in questo frangente, viene preso da Gabriele Ruiu. Chiude la stagione al quattordicesimo posto tra i piloti.
Nel 2020 passa al team Kallio Racing, alla guida di una Yamaha YZF-R6. Il compagno di squadra è Isaac Viñales. Conquista tre piazzamenti a podio in stagione e termina al non posto in classifica piloti. Nel 2021 continua con lo stesso team della stagione precedente, il nuovo compagno di squadra è Vertti Takala. Pur essendo costretto a saltare alcuni Gran Premi per infortunio, riesce a mettere insieme centocinque punti che gli consentono di chiudere al dodicesimo posto.
Nel 2022 passa al team Dynavolt, alla giuda di una Triumph Street Triple RS, il compagno di squadra è Stefano Manzi. Totalizza novantacinque punti classificandosi tredicesimo. Nel 2023 torna a gareggiare nel Campionato tedesco Superbike in sella ad una Honda CBR 1000RR-R. Contestualmente ad IDM, è chiamato in qualità di pilota sostitutivo, a disputare due Gran Premi nel Campionato mondiale Superbike nel quale ottiene un punto. Prosegue nel campionato tedesco anche nel 2024, passando però alla guida di una BMW M1000RR. ottiene una vittoria e chiude settimo in classifica.

## Risultati in gara

### Campionato mondiale Supersport
| 2015 | Moto   |  |  |  |  |  |  |  |  |  |  |    |  |  |  |  |  |  |  |  |  |  |  |  |  | Punti | Pos. |
| ---- | ------ |  |  |  |  |  |  |  |  |  |  | -- |  |  |  |  |  |  |  |  |  |  |  |  |  | ----- | ---- |
| 2015 | Yamaha |  |  |  |  |  |  |  |  |  |  | 21 |  |  |  |  |  |  |  |  |  |  |  |  |  | 0     |      |

| 2016 | Moto   |  |  |  |  |  |  |  |  |  |    |    |    |  |  |  |  |  |  |  |  |  |  |  |  | Punti | Pos. |
| ---- | ------ |  |  |  |  |  |  |  |  |  | -- | -- | -- |  |  |  |  |  |  |  |  |  |  |  |  | ----- | ---- |
| 2016 | Yamaha |  |  |  |  |  |  |  |  |  | 21 | 12 | 19 |  |  |  |  |  |  |  |  |  |  |  |  | 4     | 33º  |

| 2017 | Moto  |  |  |   |    |    |    |   |    |    |    |    |  |  |  |  |  |  |  |  |  |  |  |  |  | Punti | Pos. |
| ---- | ----- |  |  | - | -- | -- | -- | - | -- | -- | -- | -- |  |  |  |  |  |  |  |  |  |  |  |  |  | ----- | ---- |
| 2017 | Honda |  |  | 9 | 13 | 16 | 13 | 9 | 13 | 15 | 13 | 15 |  |  |  |  |  |  |  |  |  |  |  |  |  | 28    | 18º  |

| 2018 | Moto  |     |    |    |    |    |    |    |    |   |    |    |   |  |  |  |  |  |  |  |  |  |  |  |  | Punti | Pos. |
| ---- | ----- | --- | -- | -- | -- | -- | -- | -- | -- | - | -- | -- | - |  |  |  |  |  |  |  |  |  |  |  |  | ----- | ---- |
| 2018 | Honda | Rit | 17 | 18 | 11 | 16 | 14 | 12 | 15 | 7 | 11 | 13 | 9 |  |  |  |  |  |  |  |  |  |  |  |  | 36    | 16º  |

| 2019 | Moto  |     |    |    |     |   |    |   |    |     |    |    |    |  |  |  |  |  |  |  |  |  |  |  |  | Punti | Pos. |
| ---- | ----- | --- | -- | -- | --- | - | -- | - | -- | --- | -- | -- | -- |  |  |  |  |  |  |  |  |  |  |  |  | ----- | ---- |
| 2019 | Honda | Rit | 10 | 17 | Rit | 9 | 11 | 7 | 15 | Inf | 11 | 15 | 14 |  |  |  |  |  |  |  |  |  |  |  |  | 36    | 14º  |

| 2020 | Moto   |   |    |   |   |   |     |     |    |   |    |    |   |   |   |   |  |  |  |  |  |  |  |  |  | Punti | Pos. |
| ---- | ------ | - | -- | - | - | - | --- | --- | -- | - | -- | -- | - | - | - | - |  |  |  |  |  |  |  |  |  | ----- | ---- |
| 2020 | Yamaha | 5 | 10 | 9 | 9 | 8 | Rit | Rit | 19 | 5 | 13 | 10 | 3 | 3 | 3 | 8 |  |  |  |  |  |  |  |  |  | 115   | 9º   |

| 2021 | Moto   |   |   |   |   |     |    |    |    |     |     |     |     |    |    |   |    |    |    |    |    |    |   |   |   | Punti | Pos. |
| ---- | ------ | - | - | - | - | --- | -- | -- | -- | --- | --- | --- | --- | -- | -- | - | -- | -- | -- | -- | -- | -- | - | - | - | ----- | ---- |
| 2021 | Yamaha | 7 | 4 | 8 | 5 | Rit | 10 | NP | NP | Inf | Inf | Inf | Inf | 15 | 17 | 7 | 11 | AN | 12 | 13 | 13 | 12 | 4 | 9 | 7 | 105   | 12º  |

| 2022 | Moto    |    |    |   |   |     |    |    |    |   |     |    |   |    |     |    |    |   |   |    |     |     |   |     |    | Punti | Pos. |
| ---- | ------- | -- | -- | - | - | --- | -- | -- | -- | - | --- | -- | - | -- | --- | -- | -- | - | - | -- | --- | --- | - | --- | -- | ----- | ---- |
| 2022 | Triumph | 11 | 10 | 7 | 5 | Rit | 12 | 11 | 12 | 7 | Rit | 19 | 9 | 15 | Rit | 18 | 13 | 8 | 8 | 10 | Rit | Rit | 8 | Rit | 15 | 95    | 13º  |

| Legenda | 1º posto        | 2º posto            | 3º posto           | A punti      | Senza punti        | Grassetto – Pole position Corsivo – Giro più veloce |
| Legenda | Gara non valida | Non qual./Non part. | Ritirato/Non class | Squalificato | '-' Dato non disp. | Grassetto – Pole position Corsivo – Giro più veloce |

### Campionato mondiale Superbike
| 2023 | Moto  |  |  |  |  |  |  |  |  |  |  |  |  |  |  |  |  |  |  |  |  |  |     |    |    |    |    |    |  |  |  |  |  |  |  |  |  |  |  |  |  |  |  | Punti | Pos. |
| ---- | ----- |  |  |  |  |  |  |  |  |  |  |  |  |  |  |  |  |  |  |  |  |  | --- | -- | -- | -- | -- | -- |  |  |  |  |  |  |  |  |  |  |  |  |  |  |  | ----- | ---- |
| 2023 | Honda |  |  |  |  |  |  |  |  |  |  |  |  |  |  |  |  |  |  |  |  |  | Rit | 19 | 19 | 21 | 17 | 15 |  |  |  |  |  |  |  |  |  |  |  |  |  |  |  | 1     | 25º  |

| Legenda | 1º posto        | 2º posto            | 3º posto           | A punti      | Senza punti        | Grassetto – Pole position Corsivo – Giro più veloce |
| Legenda | Gara non valida | Non qual./Non part. | Ritirato/Non class | Squalificato | '-' Dato non disp. | Grassetto – Pole position Corsivo – Giro più veloce |